# Кільцева модуляція
Кільцева модуляція (англ. ring modulation) — різновид амплітудної модуляції сигналу. Результатом кільцевої модуляції є сигнал, що містить суму та різницю частот двох сигналів — сигналу-носія і сигналу-модулятора. Таким чином, якщо сигнал-носій має частоту 200 Гц, а сигнал-модулятор — 100 Гц, то кільцева модуляція утворить сигнал, що містить коливання 300 Гц (сума) і 100 Гц (різниця). Це стосується усіх частотних компонентів обох сигналів.
У цифрових системах кільцева модуляція є результатом перемножування сигналів. Якщо в звичайній амплітудній модуляції сигнал-модулятор має лише додатню складову (коливання в діапазоні {\displaystyle [0,1]}), то при кільцевій модуляції обидва сигнали мають як додатню, так і від'ємну складову (діапазон коливання {\displaystyle [-1,1]}). При використанні в електронній музиці вхідний сигнал, як правило, модулюється простим коливанням з частотою, яка попадає у діапазон людського слуху (більше 20 Гц). 
Якщо різниця частот двох сигналів дає від'ємну частоту, це дає коливання з додатньою частотою відповідного значення, але оберненою фазою (коливання «віддзеркалене» в часовій координаті).